# Mustaschinkatangara
Mustaschinkatangara (Incaspiza laeta) är en fågel i familjen tangaror inom ordningen tättingar.

## Utseende
Mustaschinkatangaran är en finkliknande fågel med gula ben och gul näbb, kastanjebrun rygg och svart på ansikte och strupe. Beigefärgad buk och det likfärgade mustaschstrecket som gett arten dess namn är unikt för inkatangarorna. Ungfåglar är mer urvattnade i färgerna och streckade, med endast en antydan till den adulta fågelns ansiktsteckning.

## Utbredning och systematik
Fågeln förekommer i torra Anderna i västra Peru (övre Marañónflodens avrinningsområde). Den behandlas som monotypisk, det vill säga att den inte delas in i några underarter.

### Släktskap
Arterna i Incaspiza behandlades liksom ett antal finkliknande tangaror tidigare som en del av familjen fältsparvar (Emberizidae), då med svenska trivialnamnet inkafinkar. Genetiska studier visar dock att de är en del av familjen tangaror, i en grupp tillsammans med campostangaran (Porphyrospiza caerulescens) samt de tidigare Phrygilus-arterna sorgtangara, koltangara och lärktangara.  

## Levnadssätt
Mustaschinkatangaran hittas i bergstrakter, i torra områden med täta buskage. Den födosöker huvudsakligen på marken.

## Status
Trots det begränsade utbredningsområdet och att den tros minska i antal anses beståndet vara livskraftigt av internationella naturvårdsunionen IUCN.